# Стойне Ливадийски
Стойне Йорданов Ливадийски е български ветеринар и общественик.

## Биография
Роден е на 16 януари 1905 година в град Кюстендил. Учи в Кюстендилската гимназия. Участва в ученически и работнически стачки (1919 – 1920). Интерниран е през 1924 г. в гр.Горна Джумая (дн. Благоевград), където завършва средно образование. Участва в пренасянето на оръжие и взрив от Югославия (1924). След априлските събития от 1925 г. е арестуван и инквизиран в полицията в София, вследствие на което заболява и губи левия си крак. През 1925 г. емигрира в Бърно, Чехословакия, а след това в Торино, Италия, където следва ветеринарна медицина. Завършва висше образование в Софийския университет (1930).
Работи като ветеринарен лекар в Драгоман, Бургас, Радомир и Кюстендил. Съден е по Закона за защита на държавата (1931). Член на забранения „Съюз на ветеринарните лекари“, един от основателите (1939) и член на Управителния съвет на българо-съветското дружество в Кюстендил.
Член на Българската работническа партия (комунисти) от 1944 г. След 9 септември 1944 г. е назначен от новата власт на ОФ за околийски управител на Кюстендилска околия (до края на 1944). От 29 декември 1944 г. до 10 юни 1945 г. е кмет на Кюстендил. Освободен е от поста поради разногласия с местните структури на БРП и ОФ. През 1947 г. е обвинен в анархизъм и изключен от партията. Впоследствие е реабилитиран, награден е с орден „За народна свобода 1941 – 44 г.“, ІІ ст. (1962) и признат за активен борец против фашизма и капитализма (1967). Умира на 7 ноември 1969 г.